# 天津市司法局
天津市司法局是中华人民共和国天津市人民政府主管负责全市司法行政工作的组成部門。

## 机构设置

### 内设机构
- 办公室
- 政策法规研究室
- 监狱劳教工作指导处
- 法制宣传处（天津市依法治市领导小组办公室）
- 律师工作管理处
- 公证工作管理处
- 国家司法考试处
- 基层工作管理处（天津市刑满释放解除劳教人员安置帮教工作领导小组办公室、天津市社区矫正工作领导小组办公室）
- 计划财务处
- 行政处
- 审计处
- 监察室（与局纪检委合署办公）
- 司法鉴定管理处、天津市司法局鉴定工作委员会办公室[1]

### 下属行政机构
- 天津市监狱管理局
- 天津市劳动教养管理局[2]